# Лейк-Лорейн (Флорида)
Лейк-Лорейн (англ. Lake Lorraine) — статистически обособленная местность, расположенная в округе Окалуса (штат Флорида, США) с населением в 7106 человек по статистическим данным переписи 2000 года.

## География
По данным Бюро переписи населения США статистически обособленная местность Лейк-Лорейн имеет общую площадь в 5,96 квадратных километров, из которых 5,18 кв. километров занимает земля и 0,78 кв. километров — вода. Площадь водных ресурсов округа составляет 13,09 % от всей его площади.
Статистически обособленная местность Лейк-Лорейн расположена на высоте 8 м над уровнем моря.

## Демография
По данным переписи населения 2000 года в Лейк-Лорейн проживало 7106 человек, 2029 семей, насчитывалось 2937 домашних хозяйств и 3149 жилых домов. Средняя плотность населения составляла около 1192,28 человек на один квадратный километр. Расовый состав населённого пункта распределился следующим образом: 82,70 % белых, 8,53 % — чёрных или афроамериканцев, 0,41 % — коренных американцев, 3,22 % — азиатов, 0,15 % — выходцев с тихоокеанских островов, 3,12 % — представителей смешанных рас, 1,86 % — других народностей. Испаноговорящие составили 5,39 % от всех жителей статистически обособленной местности.
Из 2937 домашних хозяйств в 30,1 % воспитывали детей в возрасте до 18 лет, 54,9 % представляли собой совместно проживающие супружеские пары, в 10,8 % семей женщины проживали без мужей, 30,9 % не имели семей. 23,8 % от общего числа семей на момент переписи жили самостоятельно, при этом 6,2 % составили одинокие пожилые люди в возрасте 65 лет и старше. Средний размер домашнего хозяйства составил 2,42 человек, а средний размер семьи — 2,85 человек.
Население статистически обособленной местности по возрастному диапазону по данным переписи 2000 года распределилось следующим образом: 23,5 % — жители младше 18 лет, 8,3 % — между 18 и 24 годами, 28,9 % — от 25 до 44 лет, 27,2 % — от 45 до 64 лет и 12,2 % — в возрасте 65 лет и старше. Средний возраст жителей составил 38 лет. На каждые 100 женщин в Лейк-Лорейн приходилось 97,3 мужчин, при этом на каждые сто женщин 18 лет и старше приходилось 96,5 мужчин также старше 18 лет.
Средний доход на одно домашнее хозяйство статистически обособленной местности составил 47 437 долларов США, а средний доход на одну семью — 54 613 долларов. При этом мужчины имели средний доход в 32 483 доллара США в год против 21 688 долларов среднегодового дохода у женщин. Доход на душу населения статистически обособленной местности составил 47 437 долларов в год. 4,7 % от всего числа семей в населённом пункте и 6,5 % от всей численности населения находилось на момент переписи населения за чертой бедности, при этом 9,1 % из них были моложе 18 лет и 6,1 % — в возрасте 65 лет и старше.